# Commander Scott
Commander Scott – Agent der Erde (später Die Weltraum-Abenteuer des Agenten der Erde) ist eine deutsche Heftromanserie, die von 1975 bis 1976 in 42 Ausgaben im Bastei-Verlag erschien. Als Autor wurde stets das Verlagspseudonym Gregory Kern angegeben.
Die aus unabhängigen Einzelromanen bestehende Reihe basiert auf der amerikanischen Serie Cap Kennedy von E. C. Tubb, die als Versuch gestartet wurde, das Konzept der Perry-Rhodan-Serie auf dem US-Markt zu etablieren. Der Serientitel der englischen Ausgabe war F.A.T.E. Da es Cap Kennedy nur auf 17 Ausgaben brachte (erschienen zwischen 1973 und 1976), wurden weitere Ausgaben von deutschen Autoren geschrieben, nämlich von Horst Pukallus, Manfred Wegener, Ronald M. Hahn, Mario Werder, Horst Gehrmann (H. G. Ewers), Hans Peschke (Harvey Patton) und Hans Joachim Alpers. Gelegentlich wird behauptet, neben E. C. Tubb habe auch Lin Carter an der Cap-Kennedy-Serie mitgearbeitet, das trifft jedoch nicht zu.
Bis Ausgabe 22 hieß die Reihe Commander Scott – Agent der Erde, danach Commander Scott – Die Weltraum-Abenteuer des Agenten der Erde. Gleichzeitig wurde auch das Layout der Reihe leicht modifiziert. Die Hefte erschienen in einem 14-täglichen Rhythmus.

## Inhalt
Commander Scott ist Agent der irdischen Abwehr. Seine Aufträge bestehen im Aufspüren und Vernichten feindlicher Personen und Organisationen. Scott ist dabei mit den Kompetenzen eines Anklägers, Richters und Henkers in einer Person ausgestattet, seine Aktionen enden jeweils mit der völligen Vernichtung des Gegners. Die Serie entspricht einer modernisierten und brutalisierten Version von Captain Future.
Obwohl die deutsche Übersetzung der amerikanischen Serie radikal entschärft wurde und die deutschen Originalausgaben inhaltlich deutlich humaner waren, hatte die Serie auf dem deutschen Markt keinen nachhaltigen Erfolg.

## Liste der Titel
| Nr. | deutscher Titel              | englischer Titel         | Autor               | Nr. (Cap Kennedy) |
| --- | ---------------------------- | ------------------------ | ------------------- | ----------------- |
| 01  | Galaxis der Verlorenen       | Galaxy of the Lost       | E. C. Tubb          | 01                |
| 02  | Das Sklavenschiff von Sergan | Slave Ship from Sergan   | E. C. Tubb          | 02                |
| 03  | Die Rebellenwelt             | Monster of Metalaze      | E. C. Tubb          | 03                |
| 04  | Die Psycho-Killer            | Enemy within the Skull   | E. C. Tubb          | 04                |
| 05  | Juwel des Verderbens         | Jewel of Jarhen          | E. C. Tubb          | 05                |
| 06  | Die Todesmaterie             | Seetee Alert!            | E. C. Tubb          | 06                |
| 07  | Das Tor zum Paradies         | The Gholan Gate          | E. C. Tubb          | 07                |
| 08  | Der Weltenfresser            | The Eater of Worlds      | E. C. Tubb          | 08                |
| 09  | Der Psi-Spion                |                          | Horst Pukallus      |                   |
| 10  | Die Transmitter-Falle        |                          | Manfred Wegener     |                   |
| 11  | Versklavte Erde              | Earth Enslaved           | E. C. Tubb          | 09                |
| 12  | Planet der Verbannten        |                          | Ronald M. Hahn      |                   |
| 13  | Der Tyrann aus der Ewigkeit  |                          | Mario Werder        |                   |
| 14  | Das Zeitgrab                 |                          | Manfred Wegener     |                   |
| 15  | Im Tal der Illusionen        | Planet of Dread          | E. C. Tubb          | 10                |
| 16  | Das Parallel-Gehirn          |                          | Ronald M. Hahn      |                   |
| 17  | Tod auf Morning Star         |                          | Horst Pukallus      |                   |
| 18  | Der Roboterfürst             |                          | Mario Werder        |                   |
| 19  | Die Welt der Parasiten       |                          | Ronald M. Hahn      |                   |
| 20  | Invasion der Hypnos          |                          | Horst Gehrmann      |                   |
| 21  | Die Mordmutanten             | Spawn of Laban           | E. C. Tubb          | 11                |
| 22  | Der Jäger von Goom           |                          | Horst Pukallus      |                   |
| 23  | Die Zauberwelt               |                          | Hans Peschke        |                   |
| 24  | Der Gen-Pirat                | The Genetic Buccaneer    | E. C. Tubb          | 12                |
| 25  | Die Zitadelle im Eis         |                          | Ronald M. Hahn      |                   |
| 26  | Die Geister von Epidoris     | The Ghosts of Epidoris   | E. C. Tubb          | 14                |
| 27  | Die Zeit-Banditen            |                          | Horst Pukallus      |                   |
| 28  | Stern des Schreckens         |                          | Manfred Wegener     |                   |
| 29  | Die Welt der Doppelgänger    | The Mimics of Dephene    | E. C. Tubb          | 15                |
| 30  | Das Rätsel von Mystra        |                          | Manfred Wegener     |                   |
| 31  | Die Feuerhölle               | A World Aflame           | E. C. Tubb          | 13                |
| 32  | Die Mikrokiller              | Beyond the Galactic Lens | E. C. Tubb          | 16                |
| 33  | Das Transmitter-Attentat     |                          | Horst Gehrmann      |                   |
| 34  | Verräter an Bord!            |                          | Horst Pukallus      |                   |
| 35  | Gestrandet im Gestern        |                          | Hans Peschke        |                   |
| 36  | Flucht auf den Dunkelstern   |                          | Manfred Wegener     |                   |
| 37  | Die Minen von Ambur S        |                          | Hans Joachim Alpers |                   |
| 38  | Das kosmische Duell          | The Galactiad            | E. C. Tubb          | 17                |
| 39  | Die Drachenwelt              |                          | Hans Peschke        |                   |
| 40  | Der Schatz der Unsterblichen |                          | Horst Gehrmann      |                   |
| 41  | Die Piraten von Vinkos       |                          | Hans Peschke        |                   |
| 42  | Der Plasma-Gott              |                          | Ronald M. Hahn      |                   |